# Ghiacciaio Solun
Il ghiacciaio Solun (in inglese Solun Glacier) è un ghiacciaio lungo 9,3 km e largo 4, situato sulla costa di Loubet, nella parte occidentale della Terra di Graham, in Antartide. In particolare, il ghiacciaio si trova sulla penisola Pernik, a est del ghiacciaio Škorpil e a nord-ovest del ghiacciaio McCance, e da qui fluisce verso nord, scorrendo sul versante settentrionale delle cime Protector, fino a raggiungere la baia di Darbel.

## Storia
Il ghiacciaio Solun è stato così battezzato dalla Commissione bulgara per i toponimi antartici in onore della scuola superiore di Solun, uno dei più importanti centri di istruzione della Bulgaria durante la fine del diciannovesimo secolo e l'inizio del ventesimo, oggi situata a Blagoevgrad, nella Bulgaria sud-occidentale.